# سلیم آیدمیر
سلیم آیدمیر (انگلیسی: Selim Aydemir؛ زادهٔ ۲۶ اکتبر ۱۹۹۰) بازیکن فوتبال اهل ترکیه است.
از باشگاه‌هایی که در آن بازی کرده‌است می‌توان به باشگاه فوتبال هالشر، باشگاه فوتبال آینتراخت برانشوایگ، باشگاه فوتبال کمنیتس، و باشگاه فوتبال وی‌اف‌آر آلن اشاره کرد.

## یادکرد ویکی‌پدیا
- مشارکت‌کنندگان ویکی‌پدیا. «Selim Aydemir». در دانشنامهٔ ویکی‌پدیای انگلیسی، بازبینی‌شده در ۱۳ آوریل ۲۰۲۲.